# سوپرمن (زمین-دو)

زمین-دو سوپرمن

سوپرمن زمین-دو (به انگلیسی: Superman of Earth-Two) نسخه جایگزین شخصیت ابرقهرمان سوپرمن است که در کتاب‌های کامیک آمریکایی منتشر شده توسط دی‌سی کامیکس حضور دارد. این شخصیت پس از اینکه دی‌سی کامیکس زمین-دو را خلق کرد معرفی شد؛ دنیایی موازی که به صورت واپسگرا به عنوان خانهٔ شخصیت‌هایی به‌شمار می‌رود که ماجراجویی‌های آن‌ها در دوران طلایی کتاب‌های کامیک منتشر می‌شود. این شخصیت توسط نویسنده جری سیگل و طراح جو شوستر خلق شده است؛ که برای نخستین بار در شمارهٔ ۷۳ از نخستین جلد لیگ عدالت آمریکا (اوت ۱۹۶۹) معرفی شد.
سوپرمن زمین-دو از قدرت، سرعت، استقامت، و واکنش ابرانسانی، پرواز، قدرت دید ماوراء طبیعی، طول عمر و آسیب‌ناپذیری در برابر اکثر نیروها به غیر از جادو، دورکاری ذهن و مادهٔ خیالی کریپتونایت برخوردار است. او حداقل به اندازهٔ سوپرمن دوران نقره‌ای قدرتمند است و حتی قادر به وارد آوردن ضرباتی مرگبار به شخصیت ابرقدرت آنتی-مانیتور بود (اگرچه او قبلاً تضعیف شده بود).

## تاریخچه و داستان
سوپرمن در سیاره کریپتون با نام کال-ل متولد شد. پدرش دانشمند ارجمند، جور-ال، و مادرش کتابدار به نام لورا بود، زمانی که کال ال هنوز کودکی نوپا بود، پدرش متوجه شد که سیاره کریپتون در آستانه نابودی مطلق قرار دارد، او که متوجه شد زمان کافی برای نجات همه افراد روی کره زمین وجود ندارد، پسرش را داخل یک کشتی موشکی طراحی شده مخصوص قرار داد و او را به فضا پرتاب کرد، همان‌طور که موشک کال-ل جو را شکست، سیاره کریپتون منفجر شد.
پس از سفر در فضا برای مدت زمان نامشخصی، موشک او در نهایت در یک جامعه کوچک کشاورزی به نام اسمال ویل در سیاره زمین فرود آمد. اگرچه کال ال در ابتدا در یک یتیم خانه قرار گرفت، به زودی توسط کنت‌ها پذیرفته شد و نام کلارک را بر آن نهادند. با گذشت زمان، او به قدرت‌های فراوان خود پی برد. کلارک در طول سال‌های نوجوانی‌اش، با بازدیدکننده‌ای عجیب از جهان دیگری آشنا شد - همتای خودش، سوپربوی، از زمین یک! سوپربوی با تجربه‌تر به آموزش کلارک در استفاده از قدرت‌هایش کمک کرد، در طول این دوره، کلارک برای مدت کوتاهی به عنوان یک مرد قوی سیرک با هویت ماسک شده کار کرد.
مری (ما) کنت بعدها درگذشت، و زمانی که جان (پا) کنت در بستر مرگ بود، به کلارک قول داد که از قدرت خود برای خیر بشر کلارک با توجه به این توصیه، هویت سوپرمن را خلق کرد.

### ظهور سوپرمن
کلارک پس از ارائه داستانی دربارهٔ اولین نمایش عمومی سوپرمن، شغلی به عنوان خبرنگار در روزنامه دیلی استار به دست آورد. سوپرمن علیرغم نیات شرافتمندانه‌اش، در ابتدا یک قهرمان تلقی نمی‌شد و در واقع به‌عنوان فردی هوشیار در نظر گرفته می‌شد که در خارج از کشور و در برخی مواقع علیه مقامات رسمی قانونی کار می‌کرد، بسیاری از اولین اقدامات عمومی او نشان داد که کال ال در اقدامات تهاجمی علیه همسران کتک زن، اربابان زاغه‌نشین و مجرمان اجتماعی مختلف، از جمله سیاستمداران فاسد و مقامات قانونی شرکت می‌کرد.
با گذشت زمان، کال ال شروع به مبارزه با سازمان‌های جنایتکار بزرگ‌تر، مستقیم‌تر و آشکاری کرد که هویت عمومی او را به عنوان یک قهرمان جمع‌آوری کردند، به ویژه علیه الکسی لوتر زمین-دو (که برخلاف لکس لوتر زمین وان، هنوز هم داشت. موهای قرمز او و طبیعت به مراتب خونخوارتر) به عنوان کلارک کنت، او ماجراجویی‌های لباس خود را گزارش می‌کرد و در نهایت با لوئیس لین، یک خبرنگار زن شجاع که سوپرمن را دوست داشت، اما خیلی به کلارک کنت ترسو فکر نمی‌کرد، شریک شد.
لین و کنت معمولاً برای دریافت ماجراجویانه‌ترین داستان‌ها با یکدیگر سر و صدا می‌کردند، اما این دو در نهایت به یکدیگر احترام گذاشتند، بر اساس غیبت‌های مداوم کنت در هر زمان که سوپرمن ظاهر می‌شد و گزارش‌های مفصل گسترده کنت قبل از اینکه لین بتواند در داستان تلفن کند، علیرغم حضور در صحنه ماجرا، لین در نهایت به این شک می‌کرد که کنت و سوپرمن یکی هستند و یکی هستند، لین در نهایت ظن خود را تأیید کرد و در نتیجه در دهه ۱۹۵۰ با کنت ازدواج کرد.

### قدرت‌ها و ضعف‌ها
کال ال در ابتدا از قدرت و ماهیت خود به عنوان یک کریپتونی بی اطلاع بود و خود را یک انسان پیشرفته زمین می‌پنداشت، ابرقدرت‌های کال-ال نتیجه میراث کریپتونی او بود، به موجب آن کریپتون‌های بومی جهان اصلی او توانایی‌ها و قدرت‌های مافوق بشری را می‌شناختند. با افزایش سن کال، سطوح قدرت او افزایش یافت. به عنوان مثال، کال-ل توانست به سمت پرواز واقعی پیش برود، جایی که در ابتدا فقط می‌توانست حدود یک‌هشتم مایل بپرد.
سطح قدرت او به سطوح قدرت گسترده افزایش یافت، جایی که او صرفاً با بلند کردن اتومبیل شروع کرد و بعداً توانست تانک‌های ارتش را بلند کرده و پرتاب کند. اولین سرنخ او از ماهیت بیگانه‌اش زمانی کشف شد که با دان ریورز، معروف به «سوامی ریوا» مبارزه کرد.
سنگ درخشانی که ریوا در عمامه خود می‌پوشید در واقع کریپتونیت بود، برای اینکه بفهمد چرا کریپتونیت او را ضعیف کرده است، سوپرمن به سفری اکتشافی رفت تا منشأ سنگ را دریابد، سوپرمن قادر بود با قدرت خود در زمان سفر کند تا پدرش جور ال و اتفاقاتی را که منجر به فرستادن او به زمین شد تماشا کند، بعداً او ریوا را شکست داد و دو قطعه شناخته شده کریپتونیت را به رودخانه انداخت.
پس از بازگشت به زمان کنونی، کال-ل به مبارزه با تعداد فزاینده ای از شرورهای پیشرفته، از جمله Puzzler, The Archer, Ultra-Humanite, Toyman, Prankster, Funnyface و بسیاری دیگر ادامه داد. در طی یک نبرد با Funnyface، سوپرمن با هویت شبه جنایتکار خود یعنی ببر پرنده (با داشتن قدرت‌ها و ضعف‌های قابل مقایسه با اصلی‌اش، بی‌زارو) درگیر شد.
اما در حالی که بیشتر این شرورها صرفاً بر روی تجهیزات مبتنی بر علمی کار می‌کردند، سوپرمن مؤثرترین شخصیت شرور خود را در قالب شخصیت عرفانی کوتاه‌مدت و عمدتاً با لباس بنفش، مستر میکسیزپیتلیک پیدا کرد، مستر میکسیزپیتلیک منحصراً از جادو استفاده می‌کرد تا بارها و بارها به‌طور کامل کال-ل را ناامید کند و در توانایی‌های او دخالت کند.
اما از آنجایی که بیشتر کپرهای مستر میکسیزپیتلیک بیشتر برای ناامید کردن و آزار دادن انجام می‌شد تا اینکه باعث آسیب و مرگ فیزیکی شود، بسیاری از شوخی‌های مستر میکسیزپیتلیک هیچ تأثیر مخرب پایداری بر کال-ل یا ساکنان بعد سوم (برخلاف مستر میکسیزپیتلیک زمین یک) نداشتند، که نشان داده می‌شود بسیار خطرناک تر است، حتی گاهی اوقات ساکنان زمین یک را به عنوان بخشی از سوء استفاده‌های خود می‌کشد).
کال-ل حضور بسیار خوبی داشت و به تأسیس انجمن عدالت آمریکا کمک کرد. به دلیل ماجراجویی‌های شخصی مختلف، سوپرمن تنها توانست به عنوان یک عضو افتخاری به انجمن عدالت بپیوندد. او بعداً به تیم فوق‌العاده‌ای به نام اسکادران همه ستاره‌ها ملحق شد که شامل اکثر ابرقهرمانان آمریکایی زمین دو در دوران جنگ جهانی دوم بود.

### ۱۹۵۰
کنت پس از اینکه خود را به عنوان یکی از قهرمانان اصلی فیلم زمین دو معرفی کرد، بعداً روی زندگی شخصی خود تمرکز کرد و حرفه خبرنگاری خود را پیش برد تا به عنوان گزارشگر تحقیقی اصلی برای دیلی پلنت تبدیل شود.
کنت که همیشه به شخصیت دوگانه خود توجه داشت، جاه طلبی‌های خود را کنترل می‌کرد و «سوپرمن» تا حد زیادی یک شخصیت بازنشسته باقی ماند.
این در اوایل دهه ۱۹۵۰ تغییر کرد، زمانی که دو نفر از دشمنان کال ال برای دیدن اینکه کدام طبیعت قدرتمندتر است - علم پیشرفته کلنل فیوچر یا قدرت‌های عرفانی باستانی جادوگر می‌جنگیدند، پس از چندین شکست در دستان «مرد فردا»، سرهنگ فیوچر قدرت‌های جادوگر را به چالش کشید تا اثربخشی آن را بر علم فوق‌العاده‌اش در برابر بزرگ‌ترین تهدیدشان، سوپرمن، ثابت کند.
جادوگر برای اثبات قدرت برتر خود، طلسمی را برای خلاصی جهان از شر سوپرمن انداخت، این طلسم به درستی انجام نشد و کلارک را مجبور کرد که هویت ابرقهرمانی خود را صرفاً سرکوب کند، کنت که از نیاز خود به سرکوب شخصیت تهاجمی تر و قاطع تر خود رها شده بود، طبیعت خود را به نمایش گذاشت، اما بدون لباس و توانایی‌های پروازی خود کنت برای مدتی به عنوان یک گزارشگر علنی و صلیبی به مبارزه با شر ادامه داد، حتی مستقیماً در نبردهای تن به تن با جنایتکاران شرکت کرد، که البته به دلیل قدرت مافوق بشری و تراکم پوست ضد گلوله خود به‌طور معمول پیروز می‌شد، کنت نیز که از محدودیت‌های خود رها شد، یک بار دیگر محبت خود را نسبت به لوئیس ابراز کرد.
او بدون اعمال ناشیانه و وسایل ناپدید شدنش، در نهایت قلب لوئیس لین را در نقش کلارک کنت به دست آورد، این دو با هم ازدواج کردند، اما لوئیس راز کلارک را زمانی که در ماه عسل بودند، کشف کرد که سعی داشت موهای کلارک را کوتاه کند، که باعث شکسته شدن قیچی لین شد، بین عشق او به کنت و نیاز جهان به مشهورترین قهرمانش، خانم خانم، سرگردان است.
لین کنت جادوگر را ردیابی کرد و او را وادار کرد طلسم را برگرداند، لوئیس سپس سعی کرد ازدواج آنها را رها کند، اما کنت به او اجازه نداد، کنت تصمیم گرفت ازدواج آنها را هم در مراسم زمین و هم در مراسم کریپتونی تأیید کند.
بعدها، جورج تیلور به‌عنوان سردبیر روزنامه دیلی استار بازنشسته شد و کلارک جایگزین او در این نقش شد و لوئیس را به عنوان گزارشگر تحقیقاتی اصلی ارتقا داد، اگرچه او معمولاً همچنان او را در بسیاری از تحقیقات خطرناکش به عنوان سوپرمن دنبال می‌کرد.

### زندگی بعدی
در دهه ۱۹۶۰ مشخص شد که کنت جاودانه نیست و او شروع به نشان دادن سن خود کرد در دهه ۱۹۷۰ پسر عموی او کارا پس از چندین دهه سفر خود به زمین دو رسید (بر خلاف همتای خود در زمین یک، موشک کارا آسیب دید).
کال ال بیشتر از فعالیت‌های قهرمانانه بازنشسته شد و روی زندگی شخصی خود به عنوان سردبیر دیلی استار تمرکز کرد و اقدامات قهرمانانه با لباس را به نسل جوان از جمله پسر عمویش کارا واگذار کرد.
که نام قهرمانانه «دختر قدرت» را برگزیده بود، کال-ال هنوز هم گهگاه درگیر هویت سوپرمن خود بود حتی به‌طور رسمی به عنوان یک عضو فعال به انجمن عدالت اصلاح شده پیوست، هرچند فقط پاره وقت ترجیح می‌داد در «نیمه بازنشستگی» بماند در این زمان بود که کال ال در نهایت با همتای خود در زمین یک کال ال ملاقات کرد.
اگرچه در ابتدا نشان داده شد که کال-ال و سوپرمن زمین یک در اولین دیدارشان با یکدیگر همخوانی دارند، اما در تمام جلسات بعدی واضح بود که سوپرمن زمین یک بسیار قدرتمندتر از کال-ال پیر بود، علیرغم سن و قدرت‌های ضعیفش کال ال هنوز یکی از قدرتمندترین موجودات تاریخ بود و تا حد امکان به مبارزه با شیطان ادامه داد.

### بحران در زمین‌های بی‌نهایت
علیرغم اینکه کال-ال عمدتاً از اقدامات قهرمانانه بازنشسته شده بود، یکی از اولین قهرمانانی بود که توسط هاربینگر و مانیتور برای مقابله با حمله به همه جهان‌های پرجمعیت مولتی‌ورس استخدام شد، کال-ال در میان بسیاری از نبردها برای شکست دادن آنتی‌مانیتور، که واقعیت‌های مثبت را حذف می‌کرد تا سطوح قدرت خود را افزایش دهد و به او اجازه دهد جهان را در تصویر تاریک خود بازآفرینی کند، بسیار مهم بود، کال-ال و بسیاری از قهرمانان از جهان‌های مختلف مولتیورس در چندین نبرد علیه آنتی مانیتور شرکت کردند، اما نتوانستند مستقیماً او را متوقف کنند، علیرغم تلفات عظیم قهرمانان و همچنین بسیاری از جهان‌های پرجمعیت.
کال-ال و دیگران مستقیماً به ضد مانیتور در «طلوع زمان» حمله کردند، که باعث شد جهان‌های مختلف به یک جهان منفرد تبدیل شوند که می‌توانست در برابر حمله ضد مانیتور مقاومت کند متأسفانه، جهان منفرد تاریخ کیهانی را که کال ال از آن سرچشمه می‌گرفت، و بیشتر افرادی را که خارج از جامعه قهرمان می‌شناخت، از جمله همسرش لوئیس لین کنت، پاک کرد، کال ال که از غم و اندوه تقریباً دیوانه شده بود، توانست علیرغم احساس فقدان شدیدش، خود را دور هم جمع کند و همراه با سوپربوی زمین پرایم که به همان اندازه تنها بود، مستقیماً به آنتی مانیتور حمله کرد و آن را کشت. آزاد شدن انرژی ناشی از مرگ فیزیکی آنتی مانیتور باعث غلبه بر و کشتن کال-ال و سوپرمن پرایم شد.
الکساندر لوتر جونیور از زمین سه ظاهر شد و پیشنهاد داد که آنها را از موج شوک ناشی از آن خارج کند، اما کال ال که هنوز غمگین بود، تصمیم گرفت به جای انتقال به مکان امن، به زندگی خود پایان دهد. لویس کنت سپس از بعد جیب بیرون آمد، الکساندر لوتور جونیور لوئیس کنت را از بازنشانی جهانی نجات داده بود و او را از چندجهانی در حال مرگ به بعد جیبی تازه کشف شده قبل از نبرد در «سپیده دم» برد، و بدین ترتیب او را از تنظیم مجدد نجات داد، لوتور سپس خود، کال-ال، لوئیس کنت و سوپربوی-پرایم را وارد بُعد جیبی کرد و آنها را از نابودی انرژی‌های انفجاری آنتی مانیتور و جهانی که دیگر آنها را به خاطر نمی‌آورد، نجات داد.

### بحران بی‌نهایت
کال-ل به تماشای زمین جدید از بعد جیبی «بهشت» ادامه داد، او از آنچه به عنوان «تاریکی فزاینده» می‌دید که ظاهراً روی زمین تأثیر می‌گذاشت، به‌ویژه در بلاتکلیفی همتای او پس از بحران، شروع به ناراحتی می‌کرد، آن تاریکی شروع به تأثیرگذاری بر بعد بهشت کرد و در نتیجه، لوئیس شروع به بیمار شدن مرگبار کرد، علی‌رغم اینکه بعد جیب از واقعیت بیرونی جدا بود.
کال-ل با تصمیم به اینکه زمین حاصل خراب شده است، به همراه الکساندر لوتور جونیور و سوپربوی-پرایم تصمیم گرفتند که جهان موجود را با استفاده از خود به عنوان الگوی اصلی به جای تجسم فعلی قهرمانان دوباره قالب بندی کنند، کال-ل امیدوار بود که این تأثیر را بر همسر در حال مرگش معکوس کند، حتی اگر این کار باعث مرگ همسر سوپرمن جدید شود، اگرچه او آن را صرفاً «تا کردن تجسم‌های فعلی در قالب خودش» می‌دانست، حتی با وجود اینکه می‌دانست کسانی که «تاشده» می‌شوند دیگر زندگی نمی‌کنند، اما همچنان حاضر بود برای نجات زمین خود و کسانی که دوستشان داشت، خطرات و گناه را بپذیرد، کال ل با این تصمیم که طمع او مجاز است، در مقابل فسادی که در جهان کنونی می‌دید از بعد جیب بیرون آمد و گروه چهارگانه پایگاه عملیات خود را در غاری در دایره قطب شمال ایجاد کرد، کال ال خود را به پاور گرل و همچنین به تجسم فعلی بهترین دوستش، بتمن نشان داد، به این امید که آنها را با طرحش برای بازآفرینی موافقت کند.
جهان مطابق انتظارات او هر دو پس از نشان دادن نسخه‌های زمین دو از تاریخچه‌هایشان او را رد کردند اگرچه، کارا بیشتر از بروس وین فعلی کال-ال را می‌پذیرفت، که علیه کال‌ال به دلیل از دست دادن نسخه خانواده بتمن و همچنین مرگ او بحث می‌کرد. کال-ل به تلاش خود برای بازگرداندن نسخه تاریخ خود در کنار سوپربوی پرایم و لکس لوتر جونیور ادامه داد، که با بازآفرینی یک نسخه تکراری از زمین دو قبل بحران به اوج خود رسید، اگرچه کاملاً خالی از سکنه بود.
کال با دیدن هدفش به دست آمد، از دیدن دنیای قدیمی خود به عنوان درمان احتمالی مرگ در انتظار همسرش بسیار خوشحال شد، با مرگ لوئیس، علیرغم بازگشت ظاهراً آنها به زمین دو، شادی کال ال به دلشکستگی تبدیل شد، کال ل کنونی صدای فریاد کال ل را در عذاب شنید و برای تحقیق به زمین دو آمد، کال ل به او حمله کرد و کال ل را به خاطر «فاسد کردن» زمین دو و در نتیجه کشتن لوئیس سرزنش کرد.
در حین مبارزه، این دو قهرمان متوجه شدند که به زمین یکدیگر «انتقال» می‌شوند، تاریخ‌هایشان را دوباره زنده می‌کنند و آن‌ها را تغییر می‌دهند، کال-ال اولین برخورد کال ال با بتمن را تغییر داد، زیرا او بلوف خود را صدا زد و آن دو را به دوستان واقعی تبدیل کرد، زمانی که لکس لوتور دچار مسمومیت با کریپتونیت شد، آنها به دستگیری و سپس نجات جان او ادامه دادند، او همچنین در اولین برخوردشان گردن روز قیامت را می‌کوبید و از مرگش جان سالم به در می‌برد، هنگامی که قهرمانان شروع به قیام علیه روش‌های خشونت‌آمیز کال-ل کردند، او با لیگ عدالت خود آنها را نابود می‌کرد. در پایان، این جنگ متا باعث می‌شود که زمین یک پوسته‌ای بی‌جان باقی بماند و کال- متوجه شود که زمین یک ارزش نجات دادن ندارد، اما زمین دو ارزش این را دارد.
در این مدت، واندوومن به زمین دو رسید و کال-ل را مهار کرد. او و کال-ال به او فهماندند که بازسازی جهان تغییراتی را که کال-ل امیدوار بود، به وجود نمی‌آورد، همان‌طور که زمین-دو بازسازی شده به وضوح نشان داد، کال ال با دیدن اینکه اشتباه می‌کند و جاه‌طلبی‌های بازآفرینی کیهان باعث پیشرفت نمی‌شود، تصمیم گرفت اشتباه خود را اصلاح کند. الکساندر لوتر جونیور و سوپربوی-پرایم تصمیم گرفتند به بازآفرینی مولتی‌ورس ادامه دهند تا به اهداف خود برسند، علی‌رغم درخواست‌های قهرمانان فعلی و کال ال برای توقف.
کال ل با دیدن اینکه سوپربوی-پرایم و الکساندر لوتور جونیور متعهد به تغییر شکل جهان هستند، مستقیماً به آنها حمله کرد تا از مرگ و میر بیشتر جلوگیری کند، سوپربوی پرایم تصمیم گرفته بود مستقیماً به افرادی که در دنیای کنونی بی‌ارزش می‌دانست حمله کند - به ویژه سوپربوی فعلی، کانر کنت، نبرد بین دو سوپربوی با کشتن پرایم کانر بسیار کم‌توان به پایان رسید زیرا سطوح قدرت پرایم به معنای واقعی کلمه بی‌نهایت بود با سطوح قدرت فیزیکی او که می‌توانست سیارات را بدون کمک از مدار خارج کند، که فراتر از کانر و کال بود، سطوح ال.
با این وجود، دو سوپرمن متوجه شدند که سوپربوی پرایم کاملاً از کنترل خارج شده است و آشکارا مردم را می‌کشد و صرفاً قصد بازسازی جهان را نداشته است. در کنار بسیاری از قهرمانان قدرتمند کال-ل و کال-ال تصمیم گرفتند تا به سوپربوی پرایم رو در رو حمله کنند تا جلوی داد و بیداد قاتل او را بگیرند. تصمیم گرفته شد که سوپربوی پرایم را از یک خورشید قرمز عبور دهد تا سطح قدرت او را به سطح قابل کنترل تری کاهش دهد تا بتواند او را از افسردگی نجات دهد.
سوپربوی پرایم با مشاهده اینکه کال-ل از برنامه اصلی آنها برای تغییر شکل جهان مطابق با خواسته‌های آنها دور شده است، مستقیماً به کال-ل حمله کرد و خشم و ناامیدی کامل خود را از متحد سابق خود تخلیه کرد. علیرغم تأثیرات خورشید قرمز، سوپربوی پرایم هنوز به شدت تحت تأثیر سطوح قدرت خود کال-ل قرار داشت. حمله به حدی وحشیانه بود که سوپربوی پرایم اندام‌های داخلی و ساختار اسکلتی کال-ل را شکست و او را کشت.
اما زمانی که سوپربوی پرایم به حمله به کال-ل اختصاص داد، به کال-ال اجازه داد تا بهبود یابد و سوپربوی پرایم را حتی بیشتر تخلیه کند، در نتیجه او را ناک اوت کرد، به طوری که حملات ترکیبی آنها توانست سوپربوی پرایم را متوقف کند.
کال ال پس از درک اشتباه پاور گرل در آغوش او جان سپرد و اظهار داشت که هرگز او را ترک نخواهد کرد، حتی اگر او قادر به دیدن او نباشد کال-ل در زمین جدیدی که در محافظت از سوپربوی پرایم جان باخت، در کنار کانر و همسرش به خاک سپرده شد.

### سیاه‌ترین شب
جسد و خاطرات پایه کال - ل توسط حلقه فانوس سیاه احیا شد و به عنوان یک سلاح فعال علیه سوپرمن زمین جدید و کانر کنت در اسمال‌ویل استفاده شد. در حالی که روح و قضاوت کال ال را در اختیار نداشت، جسد احیا شده به لوئیس کنت از زمین دو ملحق شد که او نیز به عنوان یک بلک لنترن احیا شد. آنها با هم به‌طور خاص فرستاده شدند تا به افراد زیادی در اسمالویل حمله کنند و آنها را بکشند و امیدواریم سوپرمن و سوپربوی زمین جدید را نیز بکشند، کال ل توسط کانر شکست خورد، که از ماسک مدوزا دزدان دریایی بلک لنترن در مقابل کال ال استفاده کرد و او را به یک جسد بی جان بازگرداند، در حالی که بلک لنترن لویس کنت به مارتا کنت حمله کرد که توسط کریپتو نجات یافت.
بلک لنترن لوئیس کنت پس از دریافت که کال-ال شکست خورده و به جسد غیرفعال بازگردانده شده است، احیای خود را قربانی کرد تا جسد کال-ال را دوباره فعال کند تا سطوح قدرت بیشتری داشته باشد، جسد ال که بار دیگر به عنوان سوپرمن فانوس سیاه دوباره فعال شد، در نهایت توسط انجمن عدالت کامل متوقف شد. پاور گرل با استفاده از سلاحی که توسط دکتر فیت و مستر فوق‌العاده ابداع شده بود و اجساد زنده‌شده را کاملاً نابود می‌کرد، جسد متحرک او را تا زمانی که کاملاً از بین رفت، نگه داشت و به هرگونه تلاش آینده برای استفاده از جسد کال ال به‌عنوان سلاح پایان داد.

### همگرایی
برینیاک شهر متروپلیس را از زمین دو جمع‌آوری کرد قبل از اینکه کل جدول زمانی در پایان داستان متقاطع بحران در زمین‌های بی‌نهایت در سال ۱۹۸۵ پاک شود. این شهر در یک گنبد پوشیده شده است که قدرت افراد درون آن را سرکوب می‌کند و در کنار بسیاری از شهرهای دیگر از دیگر خطوط زمانی محکوم به فنا، به اراک فرستاده می‌شود. کال-ل و لوئیس در متروپلیس هستند که این اتفاق می‌افتد.
در طول سال بعد، کال-ل در نهایت هویت مخفی خود را به عنوان سوپرمن برای عموم آشکار می‌کند و برای کمک به حفظ آرامش شهر تلاش می‌کند. وقتی گنبد باز می‌شود، کال-ل و سایر قهرمانان قدرت خود را بازیافتند، با این حال، تلوس، موجودی که ادعا می‌کند خود سیاره است، اعلام می‌کند که برای بقای خود باید با شهرهای گنبدی دیگر مبارزه کنند، در غیر این صورت شهرهای خود و مردم نابود خواهند شد، کال-ل با امتناع از شرکت در بازی اراک نبرد بین پاور گرل و واندوومن زمین ۳۰ را متوقف می‌کند و در تلاش برای پایان دادن به کل نبرد در کنار پاور گرل می‌رود.
پس از پایان همگرایی، برینیاک، هال جردن، پیش از بحران سوپرگرل زمین یک، فلش و زمین جدید نسخه سوپرمن را به پرالکس آلوده می‌فرستد تا بحران در زمین‌های بی‌نهایت را که در ابتدا چندجهان را نابود کرد، متوقف کند گفته می‌شود که آنها در متوقف کردن این فاجعه موفق هستند با این حال، آنچه دقیقاً برای کال-ل و سایر ساکنان بازمانده زمین قدیمی-دو در جدول زمانی جدید رخ داده است، مستقیماً نشان داده نشده است.

## در جهان‌های دیگر

### نیو ۵۲: زمین ۲
کال ال یکی از آخرین بازمانده‌های سیاره کریپتون بود که به خاطر تلاش‌های خود جور الل پدرش برای جلوگیری از نابودی خورشید محکوم به شکست بود، جاناتان و مارتا کنت او را با موشک به زمین پیدا کردند. با رشد و بلوغ و بدست آوردن قدرت‌های بزرگ زیر خورشید زرد زمین، او تبدیل به سوپرمن قدرتمند، مدافع زمین در کنار افرادی مانند بتمن (دوست دوران کودکی خود) و زن شگفت‌انگیز در "Ternion" می‌شود که خود اعضای زمین ۲ هستند.
پس از بیش از یک دهه ماجراجویی، او و همسرش لوئیس لین، دختر عمویش کارا را پیدا کرده و بزرگ کردند که گویی دخترشان است، او سرانجام هویت سوپرگرل را پذیرفت، اگرچه بعداً با دوستش هلنا وین در زمین پرایم، او تبدیل به دختر قدرت شد، علی‌رغم هشدارها در طول سال‌ها - خدای جدید آپوکولیپس اینتری چندین بار در طول زندگی‌اش برای اربابش دارکسید تلاش می‌کند او را ربوده و ملاقاتی با بتمن با همتایانشان از زمین صفر ترتیب داده شده است.
کایوی آشوب‌آوری که از ذهن همه درگیر می‌شد پاک می‌شد - وقتی استپن ولف برج‌های بوم را در سرتاسر جهان برپا کرد تا با پارادمون‌هایش به آن حمله کند، حتی در متروپلیس، سوپرمن برای تهدیدی در این مقیاس کاملاً آماده نبود، در یکی از نبردهای شگفت‌انگیز علیه آپوکولیپس، ترنس اسلون از کریپتونیت عقیق روی سوپرمن استفاده کرد و او را دیوانه کرد تا حواس سوپرمن را از نقشه‌هایش منحرف کند، زمانی که سوپرمن به واندر وومن حمله کرد، تری با وجود مداخله بتمن، به برنامه‌های خود برای تخریب چندین مکان تحت معادله ضد زندگی دارک ساید ادامه داد و موفق شد.
کریپتونیت عقیق که توسط تری برنامه‌ریزی شده بود خود تخریب شد، با ادامه جنگ، لوئیس مرد و متروپلیس سقوط کرد. سوپرمن، واندر وومن و بتمن در آخرین روز خود به برج متروپلیس حمله کردند تا همه آنها را در یک واکنش زنجیره ای نابود کنند.
سوپرمن باعث حواس‌پرتی شد، اما به‌طور کامل تحت تأثیر انبوهی از شیاطین که به شهر مرده او حمله می‌کردند، غرق شد و تمرکز نداشت، پارادمون‌ها او را مهار کردند و او مجبور شد شاهد کشتن دوستش استپنولف باشد، در حالی که او را مهار کردند و از فیزیولوژی او سوء استفاده کردند تا ظاهراً با انفجار عظیم انرژی خورشیدی کشته شود.

#### ظهور پیرو
در برهه‌ای از زمان، دارک ساید موفق شد تقریباً در هر جنبه‌ای یک کلون از کال ال بسازد، این کلون تمام خاطرات کال از جمله تربیت او با کنت‌ها را داشت، این کلون باور کرد و توانست جهان را متقاعد کند که او همان سوپرمنی است که آنها می‌شناختند و توسط دارکسید شستشوی مغزی داده شده است.
هنگامی که کلون با وال‌زد که اکنون نماد خانه ال را به عنوان سوپرمن جدید به تن داشت، درگیر شد، وال متوجه شد که چیزی در «سوپرمن» اشتباه است. او متوجه شد که زخم‌های اطراف چشم‌های سوپرمن زخم نیستند، بلکه ترک‌هایی در پوست او هستند. او پوست را شکافت تا موجودی شکسته و تصادفی را با نماد وارونه خانه ال آشکار کند، که لوئیس با تبدیل شدن به گرد و غبار، مقدار کمی از آن را از بین برد.

#### پایان دنیا
خود سوپرمن توسط دساد حفظ شد و به نوعی احیا شد، که از او به‌عنوان منبع ژنتیکی برای کلون‌های کریپتونی به مدت پنج سال در هزارتوی خود استفاده می‌کرد تا اینکه توسط شگفت‌انگیزهای جدیدی که او را آزاد کردند و به مکان امنی بردند، پیدا شد و نجات یافت، او به آنها گفت که استخراج دی ان ای از بدنش پس از سالها باعث فساد او شده و او را ناتوان کرده است.
او به لوئیس گفت که زمانی که با دساد مواجه می‌شوند که آواتار سرخ‌ها را بر روی آنها می‌فرستد، ممکن است هنوز امیدوار باشند، به بتمن گفت که خونش برای کلون‌ها و کل مرکز شبیه‌سازی سم است، از او خواست حواس آنها را پرت کند، در حالی که خودش را به کل شبکه هزارتویی متصل کرد که کل مکان را نابود کرد و خودش را قربانی کرد.
فداکاری او به کارخانجات پارادمون پایان داد و آواتار سرخ را از کنترل دساد رها کرد که ربوده‌های عظیم و انبوهی از پارادمون‌ها را متوقف کرد و میلیون‌ها نفر را در سرتاسر سیاره نجات داد، او سرانجام توسط پسرعموی و جانشینش به عنوان سوپرمن در سایه درختی بر روی تپه ای آرام مشرف به کوه، آخرین محل استراحت قهرمان زمین، دفن شد: نماد یونیفرم او از آن پس به یاد کارا می‌پوشید.

### وال زاد
وال که پس از اعدام والدینش توسط دادگاه کریپتون آخرین نفر از خانه خود شد، به سرعت با کارا زور ال یتیم دوست شد. لحظاتی قبل از نابودی کریپتون، وال، کارا، کال-ال و یک کودک دیگر به لطف جور-ال و لارا توانستند فرار کنند و از نابودی سیاره خود جان سالم به در ببرند.
در طول سفر، وال با دانش والدینش که روی کپسول او ثبت شده بود، آموزش دید و به او یاد داد که خشونت احمقانه‌ترین راه برای غلبه بر مشکلات است، و او را به سمت صلح‌طلب سوق می‌دهد، با سقوط به زمین، تری اسلون او را پیدا کرد و به او پیشنهاد پناهندگی داد تا از او در برابر دنیای بیرون «محافظت» کند، جایی که او تبدیل به یک گوشه نشین شد. در طول مدتی که اسیر شد، به اسلون در توسعه آتش‌سوزی کمک کرد.

#### ظهور سوپرمن
او توسط واندرزهای جدیدی که به دنبال بیگانه مرموز برای مبارزه با سوپرمن شستشوی مغزی شده بودند، پیدا شد و آنها متوجه شدند که او نیز یک کریپتونی است، وال که پس از آزادی دچار حمله پانیک شد، فاش کرد که بیشتر عمر خود را در یک کپسول گذرانده است، بنابراین از فضاهای باز می‌ترسید. لوئیس به او گفت که ترسیدن اشکالی ندارد و از آنجایی که کریپتونی است، می‌تواند برای کمک به همه کارهایی انجام دهد.
لوئیس با شروع به توسعه توانایی‌های خود سعی کرد به وال بیاموزد که چگونه از قدرت خود استفاده کند و در نهایت با بیرون رفتن و تلاش برای پرواز کردن. او تمام تلاشش را می‌کرد که توسط گروهی از پارادمون‌ها به رهبری سوپرمن که پشت وال بود، مورد حمله قرار گرفتند.
او و هاوکگرل که توسط لوئیس نجات یافتند، در برابر پارادمون‌ها تنها ماندند تا اینکه توسط گرین لنترن که آنها را به مکان امنی برد نجات یافتند، وال که نگران لوئیس بود، به بتمن گفت که باید او را نجات دهند، اما نقشه آنها توسط نیروهای آپوکولیپتیایی که آنها را مجبور به تخلیه بتغار و فرار به آمازونیا کردند، قطع شد، بتمن وال را به خاطر استفاده نکردن از قدرتش و اجازه مرگ رد ارو سرزنش کرد و گفت که همه چیز به عهده اوست، جیمی به او نزدیک شد و به او گفت که این تقصیر او نبوده است.
زمانی که سیاره ناگهان توسط یک بوم تیوب غول پیکر مکیده شد، شروع به توضیح وضعیت برای جیمی کرد، بنابراین وقتی سرنوشت او را روشن کرد، تصمیم گرفت بلند شود و جلوی سوپرمن را بگیرد که با او درگیر شد تا زمانی که شروع به شکستن و فرو ریختن کرد و فاش کرد، او یک نسخه پیچ خورده و منحرف از سوپرمن است که تبدیل به خاک شد. نبرد پیروز شد، واندرز تصمیم گرفتند از این پیروزی برای بازپس‌گیری دنیای خود از آپوکولیپس استفاده کنند.

#### پایان دنیا
وال در کنار لوئیس و توماس به حومه ژنو رفت تا مردم را از چاله‌های آتش باقی مانده آپوکولیپتی نجات دهد که دو غریبه به محل حادثه رسیدند. در حالی که همه چیز در حال حل شدن بود، یک زلزله مهیب خبر از ورود یک موجود ماده‌ای را داد که از گودال آتش بیرون آمده بود.
آنها با گروه خودخوانده Fury of War جنگیدند تا اینکه لوئیس، هلنا و کارا را تحت کنترل گرفت و قصد کشتن آنها را در حین پیوستن به خواهران فیوری خود داشت. با این حال، بدن رباتیک لوئیس توانست ذهن آنها را راه اندازی مجدد کند و آزاد شود. آنها که تصمیم گرفتند مستقیماً به داخل چاله‌های آتش‌نشانی بروند، مسیری انحرافی به سمت آزمایشگاهی در همان نزدیکی گرفتند که یک سیگنال پریشانی ارسال کرد.
آزمایشگاه توسط موجودات جهش یافته‌ای مورد حمله قرار گرفت که به‌طور بالقوه می‌توانند جهان را آلوده کنند، بنابراین او و کارا مجبور بودند سرعت و قدرت خود را برای تولید نیروی ضربه ای یک بمب نوترونی ترکیب کنند و به‌طور مؤثر تهدید را از بین ببرند و همه را نجات دهند.
وال از بقایای آزمایشگاه تخریب شده استفاده کرد تا لباس‌های حفاظتی برای بتمن و هانترس بسازد تا به گودال آتش برود و ساعت‌ها راه برود قبل از اینکه با دساد روبرو شود که هلنا را برد و با او فرار کرد. خوشبختانه، بتمن یک دستگاه ردیابی داشت که می‌توانست آن‌ها را مستقیماً به هلنا هدایت کند و مسیر را تا پایین‌ترین سطوح دنبال کند تا زمانی که به نظر می‌رسید سوپرمن گمشده‌ای را پیدا کنند.
این یک کلون دیگر بود، زیرا آنها در حال حاضر در مرکز شبیه‌سازی دیساد پر از کپی‌های ناقص سوپرمن بودند، به این معنی که ممکن است نسخه اصلی هنوز زنده باشد. توماس اصرار داشت که هلنا مهم‌تر از قهرمان سقوط کرده است و از مسمومیت میراکلو رنج می‌برد که او را دیوانه می‌کرد و وال را مجبور می‌کرد تا مواد مخدر خود را از بین ببرد.
در آن لحظه، کلون‌های مرده از خواب بیدار شدند و قبل از خنثی شدن توسط پالس الکترومغناطیسی بتمن، از طریق یک داد و بیداد مخرب رفتند، در جستجوی یک بار دیگر برای هلنا، آنها با سپر پاره شده سوپرمن روبرو شدند که به عنوان یک غنائم نگهداری می‌شد، و همچنین متوجه شدند که علائم حیاتی هلنا از ترس بدترین اتفاق ناگهان ناپدید شده‌اند.
آنها پشت سر دساد رفتند که این بار، با کلارک کنت واقعی مواجه شدند که روی یک غلاف سکون نگه داشته شده بود، همسرش قبل از اینکه متوجه شود او ناتوان است و دساد در حال ایجاد ارتش‌هایی از پارادمون‌ها است، درست قبل از مواجهه با جدید، از خواب بیدار شده بود. خشم قحطی. آنها هلنا را به مقصد کارا ترک کردند، در حالی که وال بقیه را به مکان امنی برد، اما زمانی کوتاه بود که به نظر می‌رسید دیساد آواتار قرمز را روی آنها آزاد کرد.
وال به سرعت وضعیت را استنباط کرد و متوجه شد که آواتار قرمز باید آزاد شود تا در نهایت کل تأسیسات شبیه‌سازی را نابود کند، کاری که سوپرمن با اتصال خود به کل شبکه انجام داد و با موفقیت از خون خود به عنوان سم برای کل هزارتو استفاده کرد و قرمز را آزاد کرد. آواتار در حالی که خود را قربانی می‌کند.
نبرد پیروز شد، وال و کارا قهرمان قبلی زمین را قبل از سفر به یک پاسگاه ارتش جهانی در یک تپه آرام دفن کردند. در آنجا، وال شنید که کل سیاره از انقراض چاله‌های آتش‌نشانی شادی می‌کند و با دریافت تماسی از فلش، درخواست کمک در برابر خشمگین‌ها را دریافت کرد.
وال با رسیدن به میدان نبرد، Fury of War را با پرکردن بیش از حد سلول‌هایش با تشعشع، شکست داد و قدرت او را قطع کرد. متأسفانه، فرزند مرگ سرانجام به دنیا آمد تا قلب سیاره را از بین ببرد. آن‌ها نمی‌توانستند کار زیادی انجام دهند زیرا بهشت اتم تحت حمله Protofuries به رهبری باردا قرار داشت و همه چیز را در مسیرشان نابود می‌کرد تا زمانی که به آنجا رسیدند تا آنها را بیرون برانند. وال و کارا به Commander Sato and Steel در Atom's Heaven HQ زمانی که زمین‌ساز Apokolips با Val به زمین سقوط کرد، پیوستند. بلافاصله تهدید را تشخیص دهد.
وال، کارا و لوئیس حمله خود را علیه ترافورمر آغاز می‌کنند و آن را مجبور می‌کنند تا انبوهی از پارادمون‌ها را آزاد کند تا حواس آنها را پرت کند، تا اینکه فرمانده ساتو به آنها دستور داد به خود آپوکولیپس حمله کنند و با یک فانوس سبز فرسوده که نتوانست از زمین در برابر آپوکولیپس محافظت کند، عبور می‌کند.

#### همگرایی
پس از اینکه توانستند بقیه مردم را نجات دهند، وال و سایر قهرمانان توسط موجودی به نام تلوس به سیاره ای ناشناخته منتقل شدند، او همچنین چندین قهرمان دیگر را از جهان‌های دیگر ربود تا با یکدیگر بجنگند (به دستور برینیاک). در نهایت، وال و دیگران توانستند فرار کنند و برای مدت کوتاهی با دیموس متحد شدند، قبل از اینکه او خود را به عنوان یک شرور نشان دهد و سعی کند آنها را نابود کند. در طی این مدت، تلوس به هوش آمد و به آنها کمک کرد تا دیموس را شکست دهند، اما انرژی آزاد شده او سیاره را با همه آنها نابود می‌کند؛ بنابراین با کمک Brainiac، آنها نجات یافتند و به زمین ۲ جدید فرستاده شدند.

#### یک جامعه جدید
در دنیای جدید، وال و کارا شروع به بازسازی شهرها کردند و در نهایت شروع به ملاقات کردند، اما قدرت آنها همیشه کار نمی‌کرد زیرا خورشید در سیاره جدید متفاوت بود. آنها پس از مشاجره بر سر مرگ کلارک از هم جدا شدند.

#### تولد دوباره دی‌سی
وال در میان بسیاری از سوپرمن‌های چندجهانی بود که توسط Prophecy ربوده شدند تا قدرت‌هایشان را بدزدند، اما توسط Justice Incarnate آزاد شدند.